# Silnice III/2904

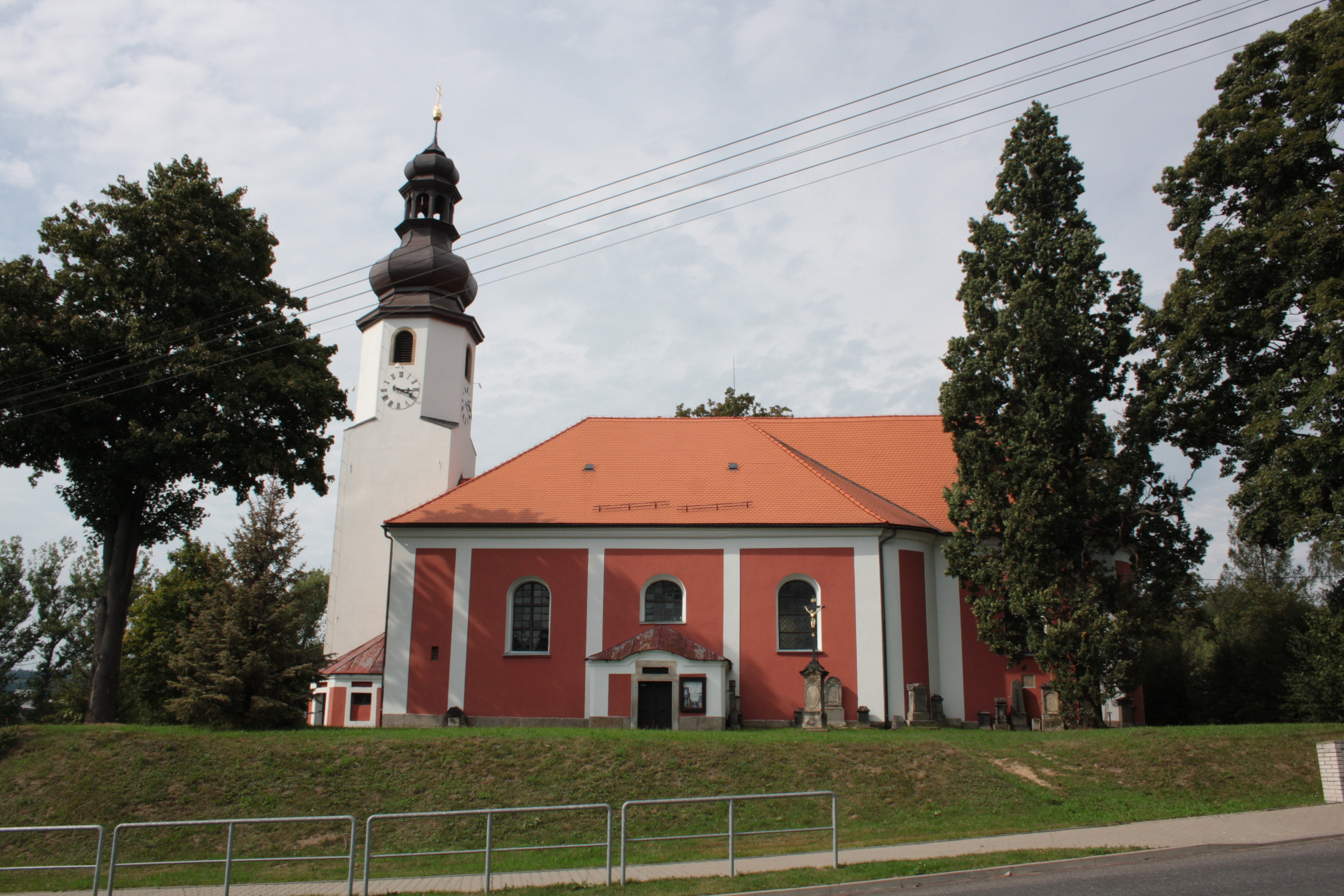
Mníšecký kostel svatého Mikuláše

Silnice III/2904 je komunikace v Jizerských horách v Libereckém kraji, která začíná na křižovatce se silnicí I/13 v Mníšku severně od Liberce. Odtud pokračuje východním směrem až k místnímu kostelu svatého Mikuláše, u něhož se na křižovatce se silnicí III/2907 ostře stáčí k severovýchodu. Na konci obce vstupuje do Oldřichova v Hájích a po překonání nechráněného železničního přejezdu na trati 037 prochází i jeho částí Filipkou. Po překonání sedla Jizerských hor klesá silnice serpentinami až k Šolcově rybníku a severně od něj vstupuje do Raspenavy. Zde na křižovatce se silnicí II/290 končí. Pro snížení rizika přejetí zvířat migrujících ze Šolcova rybníka přes blízkou silnici pravidelně uskupení Suchopýr staví mobilní zábrany. Okolí silnice mezi Raspenavou a Oldřichovským sedlem navíc pravidelně každý podzim od odpadků dobrovolně čistí členové a příznivci Jizersko-ještědského horského spolku.
Cesta vedoucí přes Oldřichovské sedlo existovala již během 15. století. Vedla ale západněji od dnešní silnice. Navíc na konci 17. století již byla v tak technicky špatném stavu, že ji vozkové s povozy opustili a jezdili raději jinudy. S výstavbou nové silnice se začalo v roce 1847, avšak až na Oldřichovské sedlo byla dokončena roku 1861.